# Syzygium purpuricarpum
Syzygium purpuricarpum är en myrtenväxtart som beskrevs av Neil Snow. Syzygium purpuricarpum ingår i släktet Syzygium och familjen myrtenväxter. Inga underarter finns listade i Catalogue of Life.